# Snell György
Snell György (Kiskirályság, 1949. március 8. – Budapest, 2021. február 26.) esztergom-budapesti segédpüspök. A Szent István-bazilika plébánosa, a Szent Jobb őre.

## Pályafutása
Tanulmányait a Központi Papnevelő Intézetben és az Egri Érseki Papnevelő Intézetben végezte. Egerben szentelték pappá 1972. április 3-án. A Váci egyházmegyében szolgált, először káplánként 1975-ig Kiskunlacháza–Peregen, majd 1987-ig Budapest–Rákoskeresztúron, majd 1988-tól plébánosként ugyanott. 1993-ban, a magyarországi egyházmegyék határainak módosítása során az Esztergom-Budapesti egyházmegyébe inkardinálódott, 2008-ig továbbra is rákoskeresztúri plébánosként. Emellett 2004–2006 között Budapest–Rákosliget plébánosa, 2000–2003 között a Rákosi Esperesi Kerület helyettes esperese, majd 2005-ig esperese volt. 1999-ben címzetes apáti kinevezést kapott, 2009-től mesterkanonok.
2003-tól az Esztergom-Budapesti Főegyházmegye Katolikus Iskolai Főhatósága igazgatója volt 2014-ig, 2008. augusztus 1-jétől haláláig a budapesti Szent István-bazilika plébánosa volt.
1999-től egy, eleinte az általa vezetett plébánián szolgáló, pappá szentelés előtt álló diakónus (később felszentelték és máshová helyezték) molesztált egy 13 éves fiút. Amikor az áldozat valamikor 2003 és 2006 között előbb egy tanárának, majd korábbi iskolája igazgatójának, végül Snell Györgynek is előadta a történteket, utóbbi a Főegyházmegyei Hivatalhoz irányította. Ott Udvardy György helynök meghallgatta, de a fiú nem ment vissza a megbeszélt időpontban írásos nyilatkozatot tenni. Amikor az ügyhöz kapcsolódó zsarolás miatt az áldozat testvére ellen 2008-ban büntetőeljárás indult, a molesztálást is vizsgálták, de elévülés miatt lezárták az eljárást. Az áldozatról pszichológiai szakvélemény készült, mely szerint trauma érte; Snell ezt olvasva az áldozat szerint „elsírta magát, bocsánatot is kért, hogy nem hitt nekem”. Snell bár elismerte, hogy látta, olvasta a szakvéleményt, bejelentést a Főegyházmegye Hivatalában nem tett, így az érintett pap 2008–2016-ig (laicizálásáig) még pap maradhatott. Miután az áldozat 2015 nyarán hivatalos, jegyzőkönyvezett bejelentést tett a Főegyházmegyei Hivatalnál, egyházi vizsgálat indult, melynek során a molesztálót előbb eltiltották a nyilvános papi működéstől, majd – miután újabb tanúk jelentkeztek – 2016 decemberében a pápa laikusi állapotba helyezte. 2019-ben az áldozat felkereste Snell Györgyöt azzal a céllal, hogy bocsánatkérést csikarjon ki, de a titokban készített hangfelvételen Snell elhárította a felelősséget.

### Püspöki pályafutása
2014. október 20-án Ferenc pápa az Esztergom-Budapesti főegyházmegye segédpüspökévé nevezte ki. December 6-án, a budapesti Szent István-bazilikában szentelte püspökké Erdő Péter, Alberto Bottari de Castello apostoli nuncius és Udvardy György közreműködésével.

### Halála
2021. február 26-án hunyt el a koronavírus következtében. A budapesti Szent István-bazilikában helyezték örök nyugalomra.